# Anders Östlund
Anders Östlund, född 24 december 1814 i Svegs socken, Jämtlands län, död 14 oktober 1899 i Ramsjö församling, Gävleborgs län, var en  svensk orgelbyggare. 
Östlund var folkskollärare, organist och stadsfiskal i Öregrunds stad mellan åren 1837 och 1857. Därefter var han klockare och organist i Ramsjö socken åren 1857–1899, och även skollärare där 1857–1876.

## Orglar
- 1870-talet Ramsjö kyrka. Han satte upp orgeln från Rogsta kyrka och utökade den med sju stämmor.